# Palhe
Palhe (Balhae) (698–926) többnemzetiségű államalakulat volt Mandzsúria, a Koreai-félsziget és Oroszország távol-keleti részén. Kogurjói (Goguryeói) menekültek és a malgal nép tagjai hozták létre 698-ban. Lakosságát a kogurjóiak (goguryeóiak) és malgalok mellett kitajok és evenkik alkották.
Virágzó állammá vált, jelentős haderővel rendelkezett, a japánokkal is kereskedett, a szomszéd államokkal azonban nem volt jó a viszonya. Kultúrájára nagy hatással volt a kínai kultúra, többek között a törvénykezést, az államszervezet berendezkedését és az irodalmat is kínai mintára alakították ki.
A 8. században a királyság határa elérte az Amur folyót, majd a 9. század elején tovább terjeszkedett a mai oroszországi területekre is. Ekkor élte fénykorát, majd fokozatosan a belső viszályok és a kitaj támadások következtében megbomlott az egysége. 926-ban a kitaj Liao-dinasztia végül bekebelezte.

## Elnevezése
698-ban Csin (震, Jin) néven alapították az államot (az írásjegy kínai átírása Csen (Zhen)). A királyságra a kínaiak a 振 írásjeggyel utaltak, melynek rekonstruált archaikus kínai kiejtése /*[d]ər/, közép-kínai kiejtése pedig dzyin. Ko Vang (Go Wang) király (698–719) idejében a 震 írásjeggyel írták a királyság nevét, melynek közép-kínai kiejtése tsyin.
713-ban a Tang-dinasztia Csin (Jin) uralkodóját a Pohaj (Bohai) parancsnokság fejének tette meg, majd 762-ben elismerte az államot királyságként.
A nemzetközi szakirodalomban a kínai pinjin (pinyin) Bohai átírást, illetve a koreai McCune–Reischauer-átírás alapján a Parhae formátumot is használják.

## Története
A Tangok elleni kitaj lázadás során Te Dzsungszang (Dae Jung-sang) kogurjói (goguryeói) csapatok élén csatlakozott a Kolsza Biu (걸사비우, Geolsa Biu) vezette malgalokhoz a Tangok ellen vívott csatában 698-ban. Halála után fia, Te Dzsojong (Dae Jo-yeong), egyes források szerint kogurjói (goguryeói) tábornok vagy a szomo mohe törzs vezetője lépett a helyébe. Kolsza Biu (Geolsa Biu) elesett a Li Kaj-ku (Li Kaigu)val vívott csatában, ekkor Te (Dae)nek sikerült elmenekülnie megmaradt katonáival, és legyőznie az utánuk küldött Tang csapatokat a tienmenling (tianmenling)i csatában, melyet követően létrehozhatta Csin (Jin) néven saját államát Mandzsúria területén.
A szomszédos Silla számára Palhe (Balhae) veszélyesnek számított. Az állam gyorsan terjeszkedett, 732-ben még egy kínai kikötővárost is megtámadott. Silla kénytelen volt erődítményrendszert telepíteni az északi határaira, a Tedong folyó torkolatától egészen a keleten fekvő Vonszanig. 733-ban Silla a Tangokkal szövetkezve próbálta meg megfélemlíteni Palhét (Balhaét), sikertelenül. A fagyos viszonyok ellenére többször is felvették a diplomáciai kapcsolatot, kétszer is született erről feljegyzés, 792-ben és 812-ben. Kereskedett is egymással a két állam.
Palhe (Balhae) jó viszonyt ápolt Japánnal, a királyság 35 követet küldött a szigetországba, a japánok pedig 13 követet indítottak útnak. Palhe (Balhae) szőrmével kereskedett, japán textilért cserébe és a kínai kultúra közvetítőjeként is szerepet játszott, ebben is Kogurjo (Goguryeo) szerepét vette át, akárcsak geopolitikai tekintetben. Kétszer közös támadást is terveztek Silla ellen.
A 8. században a királyság határa elérte az Amur folyót, majd a 9. század elején tovább terjeszkedett a mai oroszországi területekre is. Ekkor élte fénykorát, majd fokozatosan a belső viszályok és a kitaj támadások következtében megbomlott az egysége. Az összeomláshoz hozzájárulhatott a Pektu (Bakedu) vulkán kitörése is, melynek következtében rengetegen menekültek a kitajok és Korjo (Goryeo) területére, bár a kitörés pontos időpontját nem tudták megállapítani a tudósok.
926-ban a kitaj Liao-dinasztia végül megtámadta és legyőzte az államot, melynek helyén a kitajok Tungtan (Dongdan) (926–936) néven bábállamot hoztak létre. A királyság visszaállítására történtek kísérletek, így jött létre Hubalhe (Hubalhae) („kései Palhe (Balhae)”), a későbbi Csongan (Jeongan). A Korjóba (Goryeóba) menekülő palhei (balhaei)ek számára Thedzso (Taejo) király földet biztosított és az utolsó palhei (balhaei) koronaherceget felvetette a saját királyi családi regiszterébe is, ezzel tulajdonképpen egyesítve a két királyi családot, és ezen keresztül beolvasztva a kogurjói (goguryeói) vérvonalat is a sajátjába.

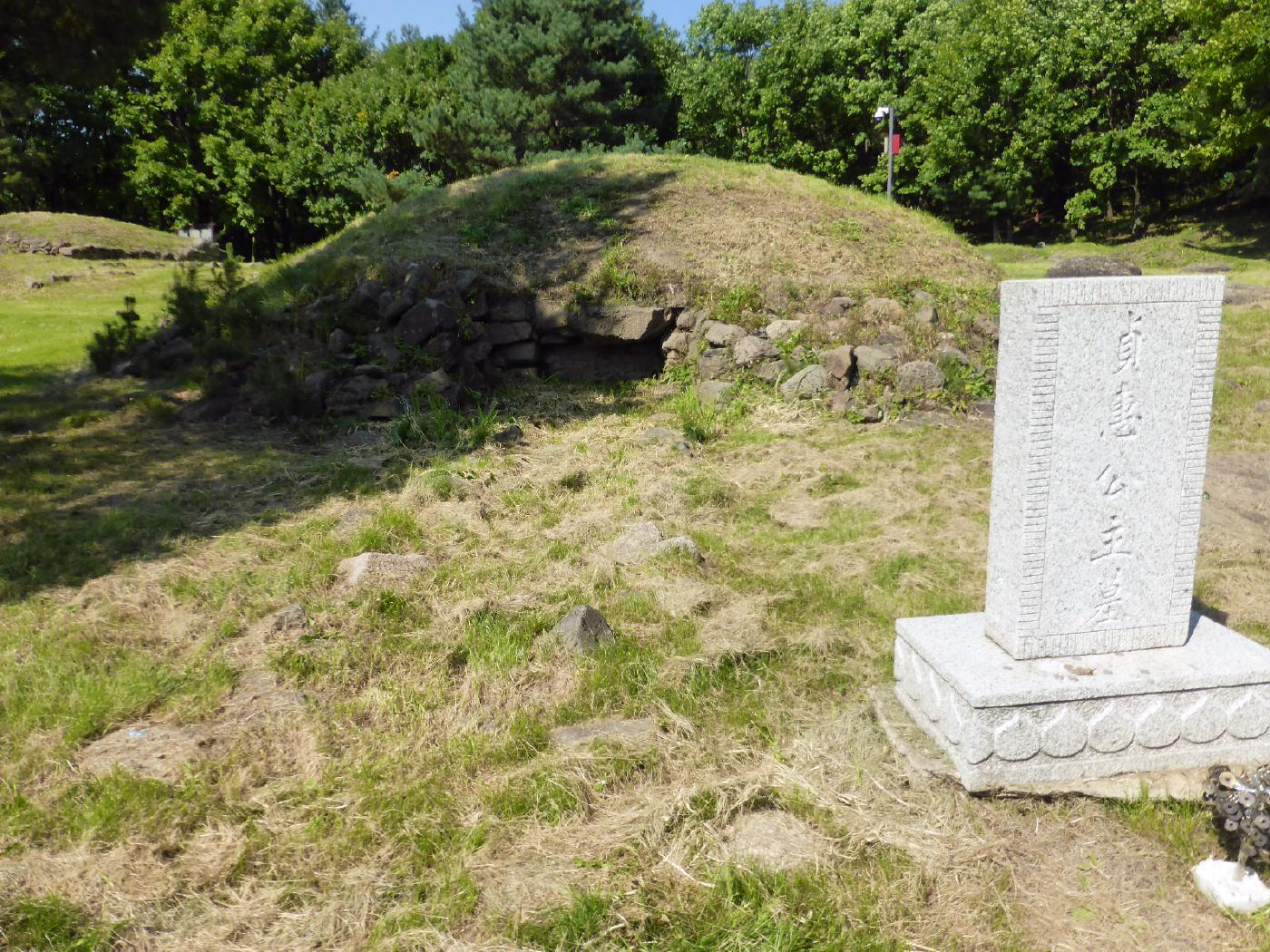
Csonghje (정혜, Jeonghye) hercegnő (Mun Vang (Mun Wang) király harmadik lánya) sírja Tunhuában (Dunhuában)

## Társadalma és kultúrája
Palhe (Balhae) népességét jórészt malgalok és kogurjóiak (goguryeóiak) alkották, félnomád életet éltek. A kogurjóiak (goguryeóiak) az uralkodó osztályt alkották, míg a köznép malgalokból állt. Néhány malgal vezetőnek sikerült jelentősebb befolyásra szert tenni (ők a szurjong (suryeong) címet viselték), a nemesi elit nagy része azonban kogurjói (goguryeói) volt. Ez a jelentős társadalmi különbség a népcsoportok között sebezhetővé tette az államot.

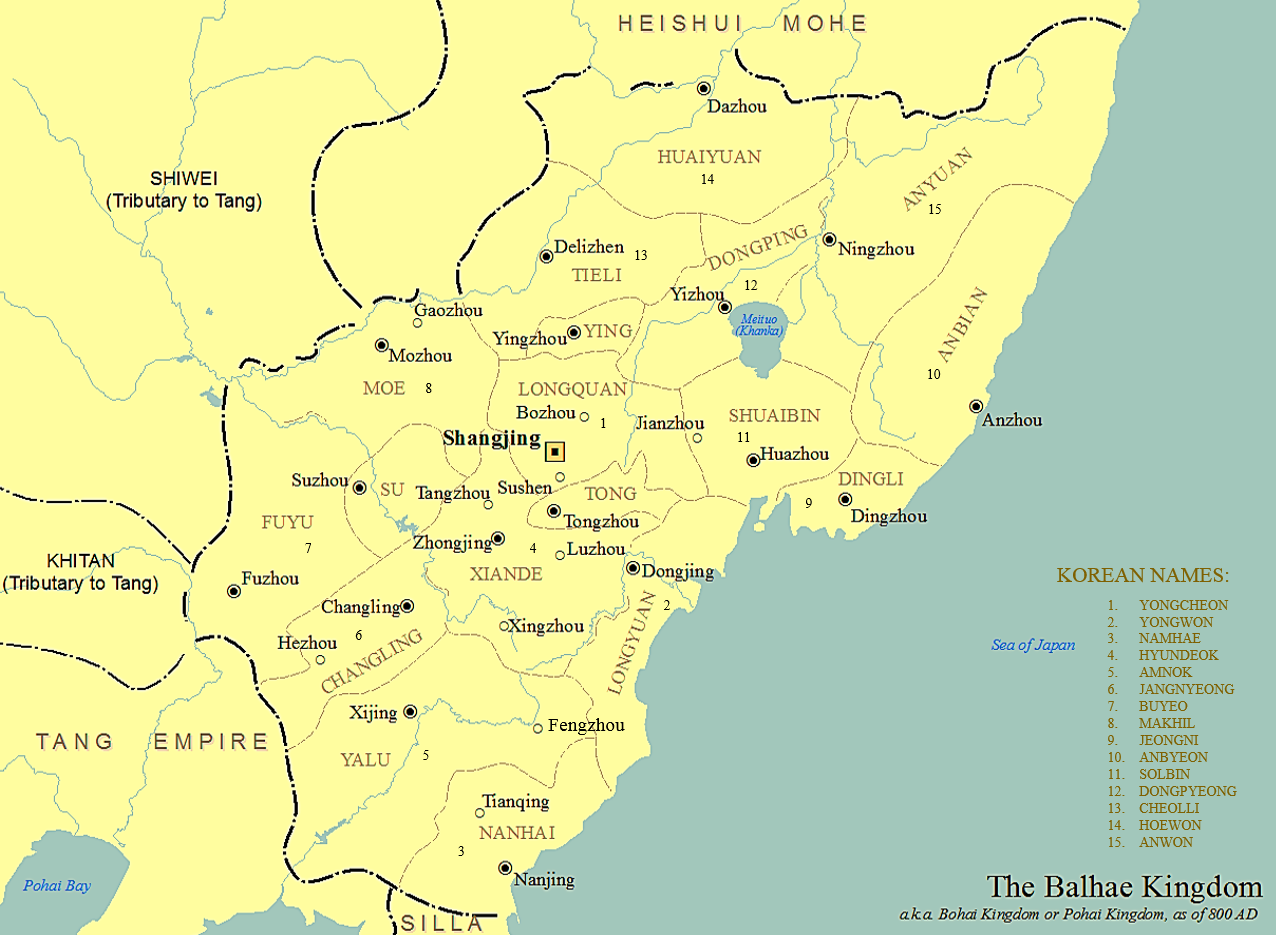
Palhe (Balhae) adminisztratív térképe

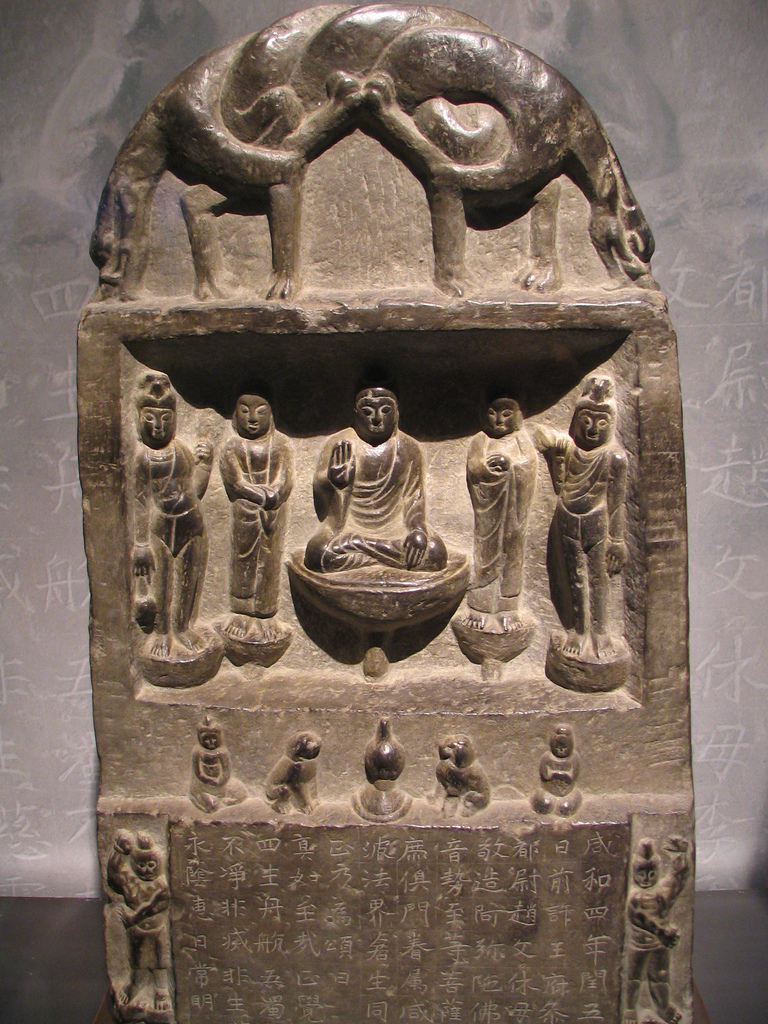
Palhei (Balhaei) sztélé a Koreai Nemzeti Múzeumban

A kormányzati rendszert kínai mintára építették ki. Három kancellári hivatal és hat minisztérium működött, a főminiszter (teneszang (taenaesang)) pedig nagyobb hatalommal rendelkezett mint a bal és jobb oldali miniszterek; ebben eltért a Tang rendszertől. A király helyi elnevezése kadokpu (gadogbu) volt, de használták tiszteleti megszólításként a hvangszang (hwangsang) (császár) illetve tevang (daewang) (nagy király) szavakat is.
A Tang hagyományoknak megfelelően öt fővárosa volt. A felső fővároson kívül négy másodlagos fővárosa volt: a központi főváros, a keleti főváros, a déli főváros, valamint a nyugati főváros. Az országot tizenöt tartományra és 63 megyére osztották fel.
Palhe (Balhae) kultúrájáról kevés információ maradt fenn. A vallás általánosan buddhizmus volt, és a Tang-kultúra tagadhatatlan befolyással lehetett például az irodalomra: az elit tagjai minden bizonnyal kínai nyelven verseltek. Lila színű porcelánt is gyártottak, mely népszerű volt Kínában is. Régészeti kutatások bizonyítják, hogy a koreai stílusú ondol padlófűtést is ismerték. A japánokkal való kereskedelemnek köszönhetően fennmaradt egy palhei (balhaei) zenemű, illetve tánc, melyet japánul úgy neveznek, sinmaka (新靺鞨, しんまか; Hepburn: shinmaka).

### Nyelv és írásrendszer

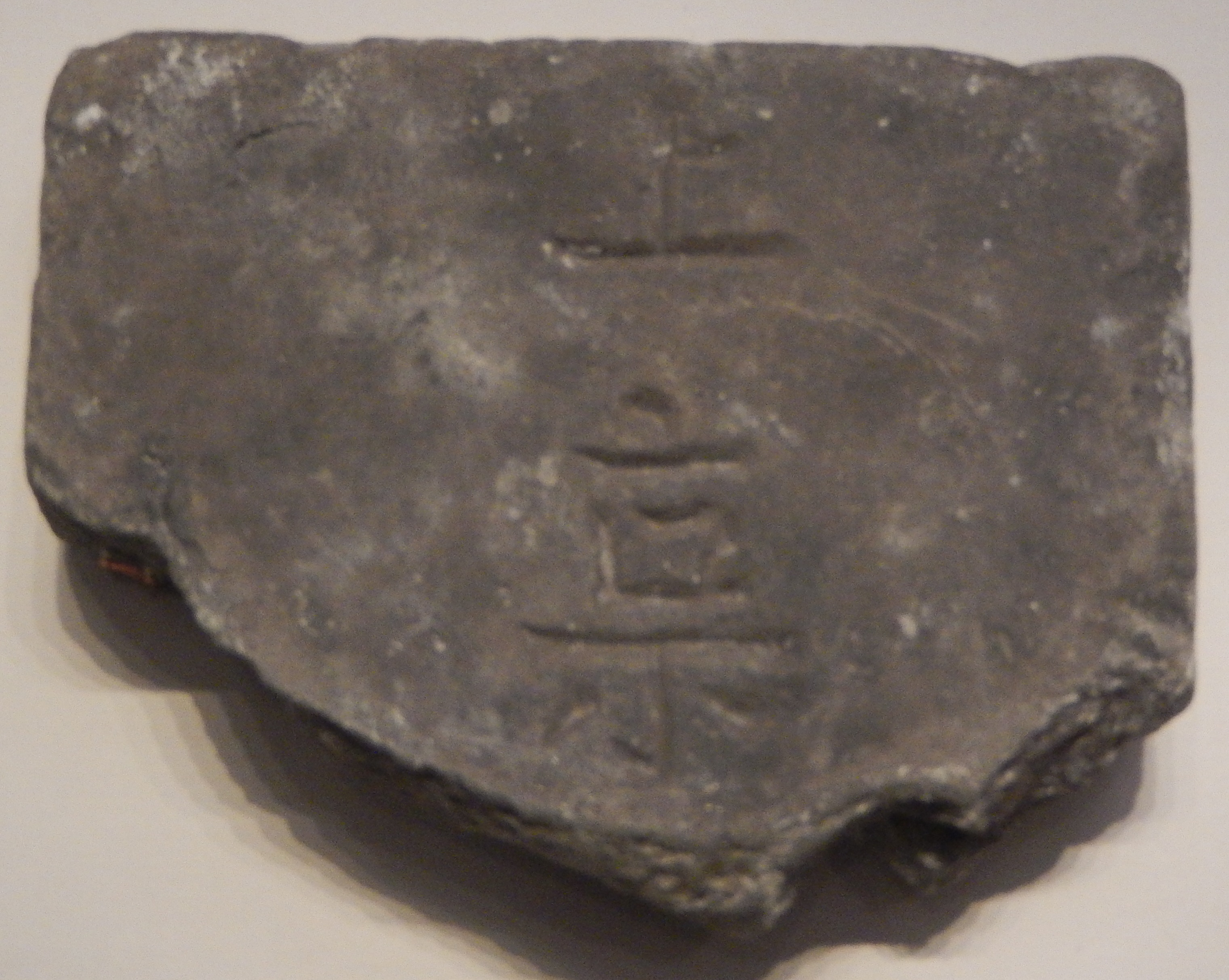
Téglatöredék a, azaz felső főváros írásjegyekkel Palhéból (Balhaéból), a Kínai Nemzeti Múzeumban

Elemzések szerint a királyságban több nyelv volt használatban. Alekszander Vovin szerint a palhei (balhaei) elit koreai eredetű nyelvet beszélhetett, mely hatással volt a kitajok, dzsürcsik és mandzsuk nyelvére is. A Soku nihongi alapján feltételezhető, hogy a palhei (balhaei) nyelvet beszélők megértették a sillai nyelvet is, egy történet szerint egy sillai diák, akit Japánba küldtek nyelvet tanulni, tolmácsként funkcionált a palhei (balhaei) követ számára a japán udvarban.
Régészeti leletek azt mutatják, hogy kínai írásjegyeket használtak a királyságban, minden bizonnyal Tang befolyásra. Mintegy 370 írásjegyet találtak különféle cserepeken. Ezek közül 135 kínai, 151 azonban ismeretlennek tűnő írásjegy volt. Koreai kutatók szerint ez egy saját palhei (balhaei) írás létezésére utalhat, kínai kutatók azonban elvetették az ötletet és úgy vélik, elrontott kínai írásjegyekről van szó.

## Megítélése
A kínai és koreai történészek között vita alakult ki Palhe (Balhae) történelmi megítélése tekintetében. A koreai tudósok Kogurjo (Goguryeo) egyik utódállamának tekintik, emiatt a koreai történelem észak-déli államok korszakához sorolják. Ezzel szemben a kínaiak Tang vazallusállamként tekintenek rá és a kínai történelem részének tekintik. Az elit réteg Kogurjóra (Goguryeóra) vezette vissza a családfáját és az állam Kogurjo (Goguryeo) utódjának tekintette magát, azonban a lakosság jó része malgal származású volt. A koreaiak számára ez a nézőpont azt jelenti, hogy Mandzsúria egy jó része koreai terület volt, és a nacionalista mozgalmak többek között erre alapozzák irredenta követeléseiket Kínával szemben. Az érvelés szerint Kogurjo (Goguryeo) területe is jórészt túlmutatott a Koreai-félszigeten, és a beszélt nyelv sem hasonlított nagyon a sillai vagy pekcsei (baekjei) nyelvhez, valamint ott is többféle nép élt együtt, és jóformán csak az elit volt koreai származású, mégis koreai államnak tekintik, ezért nem logikus a hasonló berendezkedésű Palhét (Balhaét) kizárni a koreai történelemből. Michael J. Seth szerint Palhe (Balhae) legnagyobb hozzájárulása a koreai történelemhez az, hogy több mint két évszázadon át ütközőállam volt Silla északi határán, ezzel relatív békét teremtve Silla számára.

## Fordítás
- Ez a szócikk részben vagy egészben  a   Balhae című angol Wikipédia-szócikk fordításán alapul.  Az eredeti cikk szerkesztőit annak laptörténete sorolja fel. Ez a jelzés csupán a megfogalmazás eredetét és a szerzői jogokat jelzi, nem szolgál a cikkben szereplő információk forrásmegjelöléseként.